# 최만리
최만리(崔萬理, 1398년 ~ 1445년 10월 23일)는 조선 전기의 문신, 정치인, 유학자이자 철학자, 법학자이다. 조선시대의 청백리로 꼽히는 인물이다. 오랫동안 집현전에 몸을 담고 고제(古制) 연구 및 적용에 주력했으며 집현전 부제학, 강원도관찰사 등을 역임하였다. 1444년 2월 20일 한글 창제에 대한 반대상소(합소, 연명상소)를 올렸던 여러 대신들 중에 대표적 인물이며, 지나친 반발로 세종의 노여움을 사 의금부에 갇히기도 했다.

## 생애

### 출신 가문
본관은 해주, 자(字)는 자명(子明), 호는 강호산인(江湖散人)이다. 아버지는 최하(崔荷)이다. 해주 최씨의 시조인 해동공자로 문헌공도와 사학12도를 세운 최충의 12대손이며 고려 중기의 저명한 문인으로 보한집(補閑集)의 저자인 최자의 6대손이다. 외할아버지는 지문하성사(知門下省事) 지용수이다. 
증조부는 최공(崔珙), 조부는 최안해(崔安海)이고 아버지 최하(崔荷)는 예빈시윤을 역임하고 사후 증직으로 이조참판에 추증되었다. 어머니는 충주지씨로 문하시랑을 지낸 지용수의 딸이다. 중화 양씨 판관 양미(楊美)의 딸과 결혼하여 아들 다섯 형제를 두었고, 딸 1명은 덕수이씨 이의석에게 출가하였다. 다섯째 아들 최연은 집현전 전한을 지냈는데 그는 후일 삼당시인의 한사람인 최경창의 고조부이자, 조선후기에 영의정을 지낸 최규서의 9대조가 된다. 할아버지 최안해의 동생은 최안택인데 그는 의병장 최경회의 5대 방조이며, 조선 중기의 대학자인 율곡 이이의 증외고조부가 된다. 임진왜란 때의 의병장이었던 최경회의 7대조가 된다.   

### 정치, 학문 활동

#### 관료 생활과 학문 연구
1419년(세종 1년) 생원으로 증광문과(增廣文科) 을과에 급제하였다. 그해 홍문관에 보임되었고, 이듬해 집현전이 설치되자 정7품 집현전 박사를 거쳤고 1427년 교리(校理)가 되었다. 교리 재직 중, 문과중시(文科重試)에 급제하여 당상관으로 승진하였고, 응교·직제학·부제학 등을 역임하였다. 1427년(세종 9)에 교리로서 문과 중시(重試)에 급제하여 응교에 올랐으며 같은 해 7월에 세자(훗날의 문종)가 조현(朝見)할 때 서장관겸검찰관(書狀官兼檢察官)이 되어 직제학 정인지와 집의 김종과 함께 세자의 사부가 되어 주강(晝講)을 담당하였다. 이어 집현전 응교가 되어 우문학(右文學)을 겸하였으며, 좌필선(左弼善)이 된 정인지와 함께 번갈아 가며 세자에게 고금의 고사성어와 훌륭한 정치를 강론하였다.
집현전 관리로 세자의 서연을 담당하였으며, 그 뒤로 오랫동안 집현전에 몸을 담고 고제도(古制度) 연구에 몰두하여, 고제도의 해석과 번역, 적용 등의 활동을 하였다. 그 중 오례(五禮)·시정(施政) 등 고제도의 연구와 해석에 심혈을 기울였고, 《자치통감훈의 資治通鑑訓議》·《정관정요주 貞觀政要註》 등의 편찬에 참여하였다. 1436년(세종 18) 4월에 집현전 직제학 최만리를 초시의 대독관(代讀官)이 되어 시험을 주관하였으며 1437년 집현전 직제학이 되었고, 1439년에 강원도 관찰사가 되었다가 이듬해 다시 집현전에 돌아와 부제학이 되었다.

#### 불교 배척과 유교 이념 적용
1438년 7월 부제학이 되고 1439년 6월 외직인 강원도관찰사로 나갔다가 1440년 7월 다시 집현전부제학으로 복귀하였다. 집현전의 부제학으로서 14차에 걸쳐 상소를 올렸다. 그 중 불교배척 상소가 6회, 첨사원(詹事院) 설치 반대상소가 3회로서 그 대부분을 차지하고 있다. 그밖에 일본과의 교역에서 석류황(石硫黃)의 대가를 지나치게 후하게 지불한 것에 대한 책임추궁, 진사시에서 시(詩)의 출제법이 잘못됨을 지적한 것, 그리고 이적(李迹)의 사형 결정이 모호하다고 감형을 주장하기도 했다.
집현전 부제학으로 재직 중 세종대왕이 연이어 가족을 잃고 불교에 관심을 보이자, 그는 조선의 건국 이념이 유교임을 들어 불교에 대한 왕실의 호의를 비판하였다. 이어 왕실의 지원을 받은 흥천사(興天寺)의 사리각 중수에 반대하였고, 경찬회(慶讚會) 혁파와 불교 배척 상소롤 올렸고, 첨사원(詹事院) 설치 반대상소 등 14차례의 상소를 올려 불교의 배척과 유교사상을 수호하였으며, 유학 사상을 엄격하게 적용하려 했다.

#### 집현전 학사와 훈민정음
1443년 12월 세종이 훈민정음을 반포하자, 1444년 2월 20일 최만리는 신석조, 김문, 하위지, 정창손 등 집현전 내 훈민정음 창제에 반대하는 학자들과 함께 훈민정음 창제에 대한 반대상소를 올렸다. 이때 연명 상소를 올린 학자들은 이 상소에서 중국과 다른 문자를 만드는 것은 사대모화(事大慕華)에 어긋나며, 스스로 이적(夷狄)이 되려는 것이나 다름없다는 점, 이두(吏讀)는 한자를 배우는 데 도움이 되지만 언문(諺文)은 그렇지 못해 유익함이 없다는 점, 널리 의견을 묻지 않고 갑자기 이배(吏輩) 10여 명에게 언문을 가르쳐 고인이 이미 이룬 운서를 고쳐 인쇄하려는 것은 신중하지 못하다는 점, 동궁(東宮)이 언문 일을 해서는 안 된다는 점 등 반대의 이유 6가지를 제시했다. 최만리는 이때 상소를 올린 집현전 학자들의 대표격이었는데, 이에 세종의 노여움을 사 책망받고 친국을 당한 뒤, 투옥 되었다.

#### 기타 상소
그밖에 일본과의 교역에서 규정을 위반하면서까지 일본에게 석류황(石硫黃)의 대가를 지나치게 후하게 지급해준 것에 대한 책임 추궁 상소, 진사시험 출제에서 시(詩)의 출제법이 잘못됨을 지적한 것, 그리고 이적(李迹)의 사형 결정이 모호하다며 사형의 남용에 반대하여 감형을 주장하는 등의 상소를 올려, 이를 시정하게 하였다.

### 생애 후반
1444년 사직하고 고향으로 낙향하였다. 1445년 10월 23일에 사망했다. 시호는 공혜(恭惠)인데 ‘공(恭)’은 공경하여 순하게 위를 섬기는 것, ‘혜(惠)’는 너그럽고 넉넉하고 자애롭고 어진 것을 의미한다.
사후 경기도 안성군 원곡면 지문리 산3(현 안성시 원곡면 지문리)에 안장되었고, 부인 중화양씨와 합장되었다. 묘소 근처에는 아버지 최하와 어머니 지씨 내외, 둘째아들 예조좌랑 최정(崔埥)과 며느리 여흥이씨 내외의 묘소 등이 있고, 사당인 강호재가 세워졌다. 신도비는 1962년 이숭녕이 짓고, 후손들에 의해 건립되었다.

### 사후
딸 최씨를 통해 율곡 이이의 증외고조부가 된다. 딸은 대제학인 윤회의 외손자인 덕수 이씨 이의석(李宜碩)에게 시집갔는데 최만리의 외손자는 이천이며 진외증손은 율곡 이이의 아버지인 이원수이다.

## 한글 창제 반대 상소문
1444년 2월 17일 최만리는 신석조, 김문, 하위지, 정창손 등 집현전 내 훈민정음 창제에 반대하는 학자들과 함께 한글 창제 반대 상소문을 올렸다. 이들이 훈민정음을 반대한 이유는 상소 내용 그대로이기도 하다. 그러나 문헌 연구에 필수적인 역사적 배경을 살펴보면 명나라가 쇠퇴하고 만주족의 청나라가 팽창하던 시대였으니만큼 '화(華): 명(明),와 선(鮮): 조선이 서로 따르고 선(鮮): 조선,은 왜(倭): 일본을 교화'시킨다는 조선 창업 이후로도 이어진 오랜 문화-외교(cultural-diplomatic)적 전통과 관련이 깊다.

## 저서 및 작품

### 공저
- 《자치통감훈의 資治通鑑訓議》
- 《정관정요주 貞觀政要註》

## 가족 관계
최만리는 딸 최씨를 통해 율곡 이이의 증외고조부가 된다.
- 할아버지 : 최안해
  - 아버지 : 최하(崔荷)
- 외할아버지 : 지용수(池龍壽)
  - 어머니 : 충주 지씨
    - 동생 : 최만현(崔萬玹, 현감)

  - 장인 : 양미(楊美)
    - 부인 : 중화 양씨
      - 첫째 아들 : 최각(崔塙)
      - 둘째 아들 : 최정(崔埥)[3], 1429년 - 1466년 3월 27일, 예조좌랑)
      - 둘째 며느리 : 여흥이씨(1429년 - 1505년 3월 25일)
      - 셋째 아들 : 최당(崔塘)
      - 넷째 아들 : 최은(崔垠)
      - 다섯째 아들 : 최연(崔堧, 역시 집현전 학사였다.)
        - 손자 : 최세걸, 삼당시인 최경창의 증조부, 충정공 최규서의 7대조

      - 딸 : 해주 최씨
- 사돈 : 윤회

## 평가와 비판

### 긍정적 평가
20년 이상을 집현전에서 근무하며 고제도의 해석과 적용에 기여하였다. 대쪽 같은 선비로 인정받았으며, 청백리로도 이름이 높았다. 부정과 타협을 모르는 깨끗한 관원으로서 일관하였으며 진퇴가 뚜렷하였다는 평가도 있다.

### 부정적 평가
훈민정음 창제를 반대하는 집현전 학사들의 대표격인 인물로 활동한 점이 부정적으로 평가되었다. 이는 세종대왕의 미화와 함께 두드러지게 나타나 논란의 여지가 되었다.

## 기타
전설에 의하면 서울특별시 중구의 만리동(萬里洞)은 과거 최만리가 살던 곳이라서, 그의 이름에서 따서 만리동이라는 지명(地名)의 유래가 되었다고 한다.

## 최만리를 연기한 배우
- 이성민 - 2008년 ( 대왕세종 ), KBS 드라마
- 권태원 - 2011년 ( 뿌리깊은 나무 ), SBS 드라마
- 이대연 - 2015년 ( 퐁당퐁당 Love ), MBC 드라마
- 안신우 - 2016년 ( 장영실 ), KBS 드라마

## 같이 보기
| - 훈민정음 - 홍문관 - 집현전 - 신숙주 - 성삼문 - 정인지 - 하위지 | - 최충 - 최자 - 윤회 - 이기 - 신사임당 - 이이 - 이우 | - 성리학 - 정창손 - 최충 - 박팽년 - 사육신 - 최경창 |

## 관련 서적
- 이숭녕, 《최만리 연구》(이상백박사 화갑기념논문집, 1964)
- 최승희, 《집현전관의 언관화》(서울대학교 출판부, 1983)

## 참고 문헌
- 세종실록
- 국조보감
- 훈민정음